# 鞍手インターチェンジ
鞍手インターチェンジ（くらてインターチェンジ）は、福岡県鞍手郡鞍手町大字中山にある、九州自動車道上のインターチェンジ（地域活性化インターチェンジ）である。計画当初の仮称は筑豊インターチェンジ（ちくほうインターチェンジ）。

## 概要
鞍手町とその近隣地域への企業進出や物流等、経済の活性化を促すことを目的とする地域活性化インターチェンジ制度を活用し、福岡県が事業主体となって設置工事が行われた。ただし、九州自動車道本線に直接かかる部分（本線とインターチェンジの分流部、合流部等）については、NEXCO西日本が事業主体となって建設された。
下り線鞍手パーキングエリアに隣接する形で建設され、建設にあたっては設置されていた高速バス停を上り線直方パーキングエリア近傍に移設した上で取り壊し、PAのある高台を取り囲むようにブロックや架橋工事が進められた。また下り線の出口進入路はPA進入路から途中分岐するように、下り線の入口進入路はPA退出路と途中合流するように作られたため、鞍手PAの利用者がそのまま本ICを利用する（鞍手PA→本IC）ことは出来ず、さらに鞍手ICより九州道下り線（福岡・熊本方面）へ進入する場合も鞍手PAには入れない（NEXCO西日本が公開した全景写真による）。このため下り線（福岡・熊本方面）の当IC案内標識には「鞍手PAを利用すると鞍手ICでは出られません」という注意書きが添えられている。
2011年2月19日15時に供用開始。これにより鞍手町・直方市・宮若市東部（旧・宮田町域）方面へのアクセスが向上した。

## 歴史
- 2004年（平成16年）6月29日 : 設置工事の着手[1]
- 2010年（平成22年）3月31日 : 完成予定[1]
- 2011年（平成23年）2月19日 : 供用開始[2][3]

## 接続する道路
- 直接接続
  - 福岡県道472号直方鞍手線

現在、県道直方鞍手線のIC周辺の拡幅工事および、その先鞍手町道本町今村線（通称：産業道路）までバイパス整備工事中である。なお当インター本体（ランプウェイ）工事期間中は中山口十字路（福岡県道29号直方宗像線交点）と県道468号交点との間で全面通行止めが行われていた。
- 間接接続
  - 鞍手町道本町今村線
  - 福岡県道9号室木下有木若宮線
  - 福岡県道27号直方芦屋線
  - 福岡県道29号直方宗像線
  - 福岡県道55号宮田遠賀線
  - 福岡県道98号中間宮田線
  - 福岡県道293号新延中間線
  - 福岡県道468号新延植木線
  - 福岡県道475号室木直方線

## 料金所
ブース数：4

### 入口
- ブース数：2　
  - ETC専用：1　　
  - 一般（時間帯によってはETC・一般）：1

### 出口
- ブース数：2
  - ETC専用：1　　
  - 一般（時間帯によってはETC・一般）：1

※県道472号交点にある案内標識は左折方向が「直方」、右折方向が「中間」と各々表記されている。

## 周辺

### 交通
- JR筑豊本線（福北ゆたか線）鞍手駅

### 公共施設
- 鞍手町歴史民俗資料館
- 鞍手町石炭資料展示場
- 中間仰木彬記念球場（旧称：中間市営野球場）

### 史跡・文化財
- 長谷観音（国指定重要文化財） (鞍手町)
- 古月横穴（国指定史跡） (鞍手町)
- 多賀神社 (直方市)
- 劔神社 (直方市)

### 地理
- 六ヶ岳（鞍手テレビ中継局設置）
- 犬鳴川（遠賀川支流）

### 商業施設
- MEGA・ドンキホーテ鞍手店
- スーパーセンタートライアル鞍手店
- イオンなかま店

## 隣
E3 九州自動車道
(4)八幡IC/BS - 直方PA/BS（PAは上り線のみ） -  (4-1)鞍手IC - 鞍手PA（下り線のみ） - (4-2)宮田スマートIC - (5)若宮IC/BS